# Primeira etapa de São Paulo da Stock Car Brasil de 2009
A Etapa de São Paulo 1 de 2009  foi a primeira corrida da temporada de 2009 da Stock Car Brasil. O público foi de 32 mil pessoas. O vencedor foi o paulista Paulo Salustiano.

## Corrida
| Pos | Nº | Piloto             | Equipe               | Voltas | Tempo/Aband. | Grid | Pontos |
| --- | -- | ------------------ | -------------------- | ------ | ------------ | ---- | ------ |
| 1   | 55 | Paulo Salustiano   | Vogel Motorsport     | 25     | 46:49.813    | 1    | 25     |
| 2   | 90 | Ricardo Mauricio   | RC Competições       | 25     | +1.677       | 4    | 20     |
| 3   | 1  | Antonio Pizzonia   | Amir Nasr Racing     | 25     | +2.028       | 7    | 16     |
| 4   | 29 | Daniel Serra       | Red Bull-WA Mattheis | 25     | +2.182       | 3    | 14     |
| 5   | 11 | Nonô Figueiredo    | Pamplona's           | 25     | +4.516       |      | 12     |
| 6   | 63 | Lico Kaesemodel    | AMG Motorsport       | 25     | +10.109      |      | 10     |
| 7   | 51 | Atila Abreu        | AMG Motorsport       | 25     | +17.646      |      | 9      |
| 8   | 18 | Allam Khodair      | Full Time            | 25     | +18.395      |      | 8      |
| 9   | 9  | Giuliano Losacco   | JF Racing            | 25     | +22.800      |      | 7      |
| 10  | 99 | Xandinho Negrão    | Andreas Mattheis     | 25     | +26.683      |      | 6      |
| 11  | 77 | Valdeno Brito      | RCM Motorsport       | 25     | +30.793      |      | 5      |
| 12  | 35 | David Muffato      | RC3-Bassani          | 25     | +35.731      |      | 4      |
| 13  | 0  | Cacá Bueno         | Red Bull-WA Mattheis | 25     | +39.070      |      | 3      |
| 14  | 44 | Norberto Gresse    | Hot Car              | 25     | +44.220      |      | 2      |
| 15  | 5  | Enrique Bernoldi   | RCM Motorsport       | 25     | +44.890      |      | 1      |
| 16  | 7  | Thiago Marques     | JF Racing            | 25     | +1:07.870    |      |        |
| 17  | 6  | Alceu Feldmann     | Boettger             | 24     | + 1 volta    |      |        |
| 18  | 23 | Duda Pamplona      | Pamplona's           | 22     |              |      |        |
| 19  | 15 | Antonio Jorge Neto | RC3-Bassani          | 22     |              |      |        |
| 20  | 74 | Popó Bueno         | Hot Car              | 21     |              |      |        |
| 21  | 20 | Ricardo Sperafico  | RZ Racing            | 21     |              |      |        |
| 22  | 65 | Max Wilson         | RC Competições       | 21     |              |      |        |
| 23  | 3  | Chico Serra        | Avallone             | 20     |              |      |        |
| Ret | 8  | Pedro Gomes        | Action Power         | 14     |              |      |        |
| Ret | 33 | Felipe Maluhy      | Avallone             | 4      |              |      |        |
| Ret | 21 | Thiago Camilo      | Vogel Motorsport     | 3      |              | 2    |        |
| Ret | 37 | Claudio Capparelli | Amir Nasr Racing     | 1      |              | 6    |        |
| Ret | 14 | Luciano Burti      | Boettger             | 0      |              | 5    |        |